# Medava
Medava is een geslacht van vlinders van de familie visstaartjes (Nolidae), uit de onderfamilie Chloephorinae.

## Soorten
- M. diminuens Walker, 1863
- M. diminuta Dyar, 1914